# Hedley Francis Gregory Bridges
Hon. Hedley Francis Gregory Bridges, PC (* 7. April 1902 in Fredericton, New Brunswick; † 10. August 1947) war ein kanadischer Jurist und Politiker der Liberalen Partei, der unter anderem zwischen 1945 und 1947 Mitglied des Unterhauses sowie von 1945 bis zu seinem Tode 1947 im 16. kanadischen Kabinett als Fischereiminister war.

## Leben
Hedley Francis Gregory Bridges, Sohn von Hedley Vicars Burpee Bridges and Mabel Eloise Fulton Gregory, absolvierte nach dem Schulbesuch ein Studium der Rechtswissenschaften an der University of New Brunswick (UNB) und nahm nach dessen Abschluss sowie der anwaltlichen Zulassung eine Tätigkeit als Barrister auf. Er war ferner als Solicitor der Royal Bank of Canada in Campbellton sowie als Lehrer und Schulrektor tätig. Seine politische Laufbahn begann als er für die New Brunswick Liberal Association bei den Wahlen am 27. Juni 1935 im Wahlkreis Restigouche zum Mitglied der Legislativversammlung von New Brunswick gewählt wurde. Er gehörte dieser bis zum 19. November 1939 und wurde als Nachfolger von Frederick Charles Squires 1936 Sprecher der Legislativversammlung sowie damit Präsident des Parlaments dieser Provinz. Diese Funktion bekleidete er bis 1938 und wurde daraufhin von Charles Hanford Blakeney abgelöst. Während des Zweiten Weltkrieges diente er zwischen April 1942 und 1945 im Hauptquartier des II. Korps der Canadian Army.
Bei der kanadischen Unterhauswahl am 11. Juni 1945 wurde Bridges für die Liberale Partei im Wahlkreis York-Sunbury mit 10.828 Stimmen zum Mitglied des Unterhauses gewählt und gehörte diesem bis zu seinem Tode am 10. August 1947 an. In der anschließenden 20. Legislaturperiode war er Mitglied verschiedener Ständiger Ausschüsse und Sonderausschüsse. Im 16. kanadischen Kabinett von Premierminister William Lyon Mackenzie King übernahm er am 30. August 1945  von Ernest Bertrand den Posten als Fischereiminister und bekleidete dieses Ministeramt ebenfalls bis zu seinem Tode am 10. August 1947, woraufhin Ernest Bertrand nach einer zweitägigen Vakanz dieses Amt wiederum geschäftsführend übernahm.